# Anton Eisenhoit
Anton Eisenhoit, oppure Antonius Eisenhoit (Warburg, 1554 – Warburg, 1603), è stato un incisore, orafo e medaglista tedesco.

## Biografia

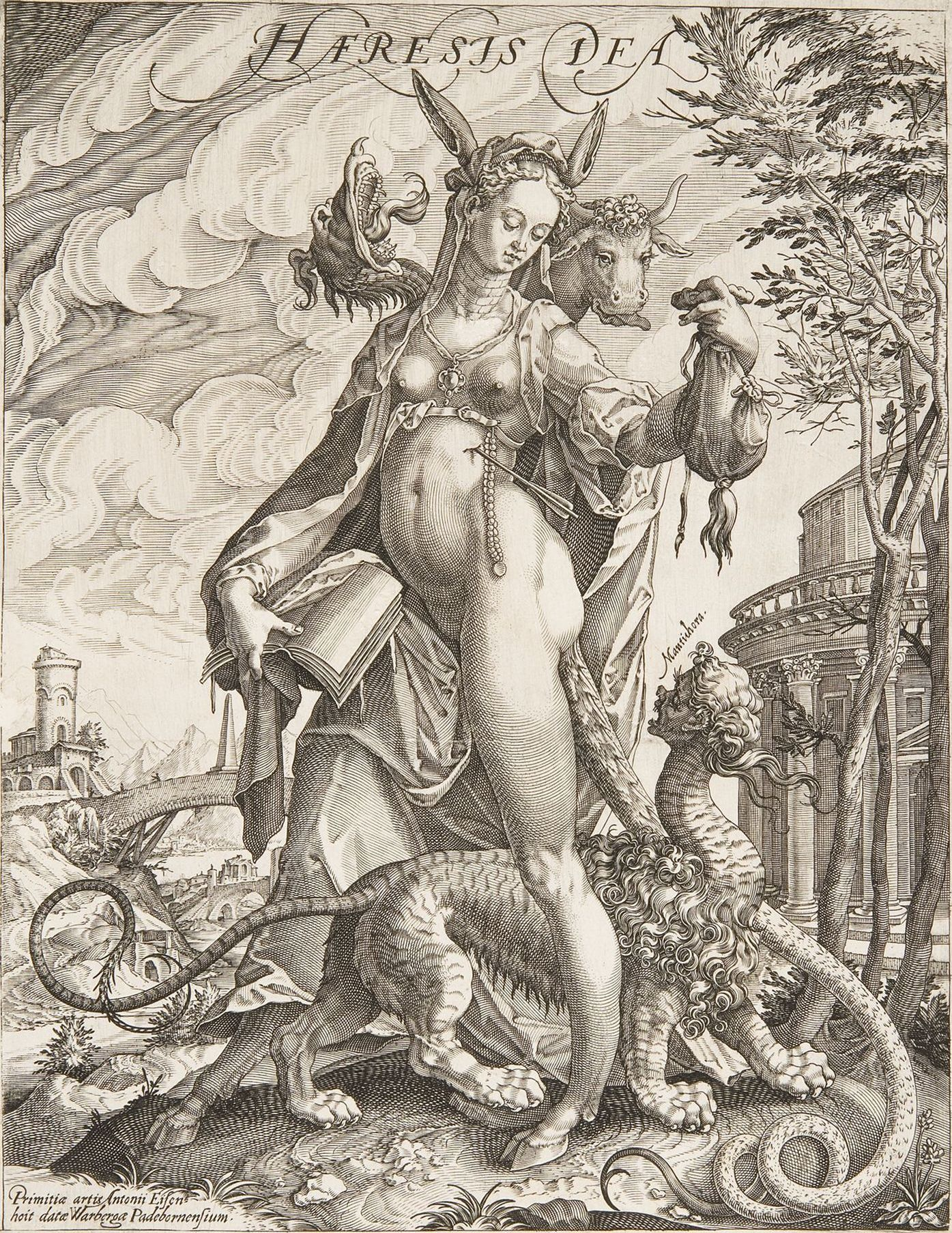
Eresia Dea (1589), Herzog Anton Ulrich Museum

Eisenhoit lavorò a Roma intorno al 1580 per la Metallotheca Vaticana, l'opera che il medico naturalista Michele Mercati dedicò alla descrizione e illustrazione dei minerali e dei fossili (pubblicata nel 1717-1719).
Inoltre incise un Ecce Homo derivato da una composizione di Taddeo Zuccari e nel 1581 incise il ritratto di papa Gregorio XIII.
Tornato in patria nel 1587 si trasferì a Warburg, dove realizzò alcuni pregevoli lavori d'argenteria soprattutto per il principe vescovo Teodoro di Fürstenberg, del quale eseguì anche un ritratto.
In questi suoi manufatti, tra cui un calice (1588), e un Crocifisso (1589), entrambi nel tesoro di Herdringen, seppe fondere con naturalezza i caratteri della tradizione gotica tedesca con elementi ricavati dall'arte rinascimentali italiana, e soprattutto michelangioleschi.

## Opere
- Metallotheca Vaticana (1580);
- Ecce Homo (1580);
- Ritratto di papa Gregorio XIII (1581);
- Calice (1588);
- Crocifisso (1589);
- Ritratto di Teodoro di Fürstenberg (1592).

## Bibliografia

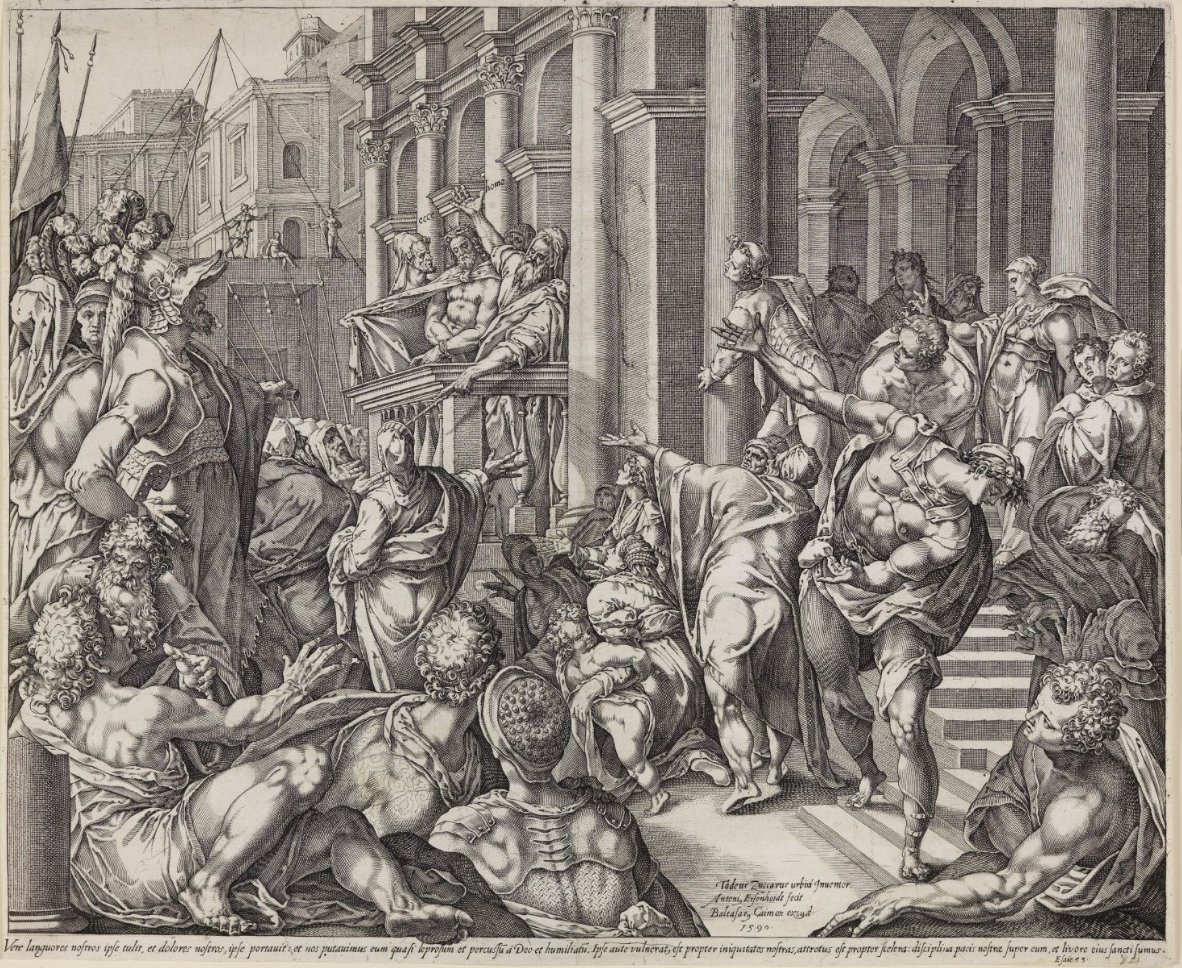
Ecce Homo (1580), Herzog Anton Ulrich Museum

## Voci correlate

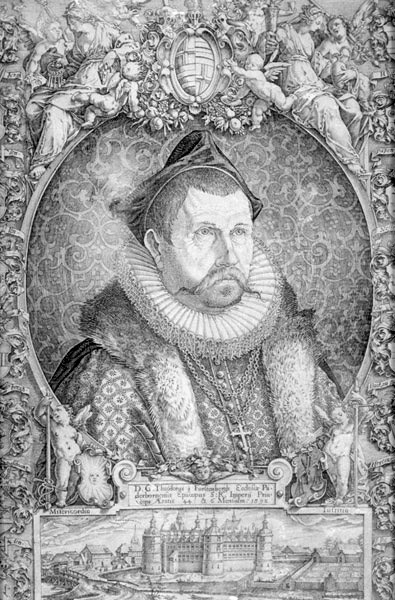
Ritratto di Teodoro di Fürstenberg (1592)